# THE BEST プレイバック
『THE BEST プレイバック』（ザ・ベスト プレイバック）は、山口百恵のベスト・アルバム。1978年6月21日にCBSソニーよりリリースされた。

## 概要・背景
百恵にとって8枚目のベスト・アルバム。収録内容は、オリジナル・アルバムに収録されなかったシングル曲や未発表曲を中心に構成されている。前月に発売されたシングル「プレイバックPart2」のヒットもあり、本作は20万枚に迫る売上を記録した。
未発表曲「プレイバックPart1」、「たそがれ祭り」は、1997年に発売されたベストアルバム『GOLDEN J-POP／THE BEST 山口百惠』で初CD化され、2007年に発売された『MOMOE PREMIUM update』及び『Complete MOMOE PREMIUM』にも収録されている。

「プレイバックPart1」は、当初「プレイバック」のタイトルでシングル候補曲として作られた3曲のうちの1曲で、「プレイバックPart2」と同時期に制作されたもの。
タイトルは制作側が区別しやすいように ″Part1″ ″Part2″と付けたもので、この2曲に関連性は無い。なお、「プレイバックPart1」は武道館でのファイナルコンサート『伝説から神話へ -BUDOKAN…AT LAST-』でも歌われた。
「たそがれ祭り」は、「プレイバックPart1」がシングルとして発売された場合のB面曲としてストックされていた曲。

## 収録曲
| #  | タイトル                                                   | 作詞     | 作曲       | 編曲       |
| -- | ---------------------------------------------------------- | -------- | ---------- | ---------- |
| 1. | 「プレイバック Part 1」(未発表曲)                          | 阿木燿子 | 馬飼野康二 | 馬飼野康二 |
| 2. | 「横須賀ストーリー」                                       | 阿木燿子 | 宇崎竜童   | 萩田光雄   |
| 3. | 「パールカラーにゆれて」                                   | 千家和也 | 佐瀬寿一   | 船山基紀   |
| 4. | 「夢先案内人」                                             | 阿木燿子 | 宇崎竜童   | 萩田光雄   |
| 5. | 「イミテイション・ゴールド」                               | 阿木燿子 | 宇崎竜童   | 萩田光雄   |
| 6. | 「視線上のアリア」                                         | 阿木燿子 | 宇崎竜童   | 萩田光雄   |
| 7. | 「赤い絆 (レッド・センセーション)」(TBS系同名ドラマ主題歌) | 松本隆   | 平尾昌晃   | 川口真     |

| #  | タイトル                   | 作詞       | 作曲       | 編曲       |
| -- | -------------------------- | ---------- | ---------- | ---------- |
| 1. | 「秋桜」                   | さだまさし | さだまさし | 萩田光雄   |
| 2. | 「口約束」                 | 松本隆     | 平尾昌晃   | 川口真     |
| 3. | 「初恋草紙」               | 阿木燿子   | 宇崎竜童   | 萩田光雄   |
| 4. | 「賭け」                   | 阿木燿子   | 宇崎竜童   | 萩田光雄   |
| 5. | 「たそがれ祭り」(未発表曲) | 阿木燿子   | 馬飼野康二 | 馬飼野康二 |
| 6. | 「プレイバック Part 2」    | 阿木燿子   | 宇崎竜童   | 萩田光雄   |

## 関連作品
- MOMOE PREMIUM
- Complete MOMOE PREMIUM

## 参考資料
- 川瀬泰雄『プレイバック 制作ディレクター回想記』学研マーケティング、2011年2月。ISBN 978-4054047259。